# Беленешть (Поду-Туркулуй, Бакеу)
Беленешть, Беленешті (рум. Bălănești) — село у повіті Бакеу в Румунії. Входить до складу комуни Поду-Туркулуй.
Село розташоване на відстані 219 км на північний схід від Бухареста, 53 км на південний схід від Бакеу, 107 км на південь від Ясс, 100 км на північний захід від Галаца, 147 км на північний схід від Брашова.

## Населення
За даними перепису населення 2002 року у селі проживали 186 осіб, усі — румуни. Усі жителі села рідною мовою назвали румунську.